# 天穹寶殿
天穹寶殿，位于紫禁城内廷东路，是宫廷道教活动场所。

## 历史
天穹宝殿位于紫禁城内廷东路、东小长街北段钦昊门内。天穹宝殿东邻东筒子路，西邻景阳宫。该殿始建于明朝，初名“玄穹宝殿”。清朝顺治朝改建。后来为避康熙帝名讳而更名“天穹宝殿”。
天穹宝殿是祭祀昊天上帝的殿堂，也是宫内的道教活动场所，和钦安殿、大高玄殿都是收藏宫中道经之处。天穹宝殿内原来悬挂着玉帝、吕祖、太乙天尊等画像，每年在这里举行天腊道场（正月初一）、天诞道场（正月初九）、万寿平安道场（皇帝生辰）等等活动，平日由景阳宫太监洒扫。清朝同治帝、光绪帝曾来天穹宝殿拈香祈雪、祈晴。如今天穹宝殿的建筑保存完好。

## 建筑
天穹宝殿的院落平面呈长方形，南墙正中开有琉璃门1座，名为“天穹门”。天穹门外有一条横巷，东到东筒子西侧的宫墙，西端是“钦昊门”。院落内的正殿坐北朝南，面阔五间，黄琉璃瓦歇山顶，殿内悬挂着乾隆帝御笔对联“无言妙化资元始，不已神功运穆清”。东、西配殿各三间，南院群房九间。